# 테드 소렐
테드 소렐(Ted Sorel, 1936년 11월 14일 ~ 2020년 11월 30일)은 미국의 배우, 연극 배우, 텔레비전 배우이다.
샌프란시스코에서 태어났다.

## 영화
- 법과 질서 (1990년)
- 바스켓 케이스 2 (1990년)
- 지옥 인간 (1986년)
- 알렉스 실종 사건 (1983년)
- 내일은 스타 (1982년)
- 클레어보이언트 (1982년)
- 네트워크 (1976년)
- 레니 (1974년)